# 上村謙信
上村謙信（日语：／ Kamimura Kenshin；1999年7月8日—），是一名日本男演員、歌手、舞者。生于愛知縣名古屋市。曾隸屬星塵傳播製作部第3部。曾為EBiDAN的成員、三人流行组合さとり少年團的舞蹈演员、五人男子偶像團體ONE N' ONLY的说唱歌手和舞蹈演员。

## 經歷
2015年7月18日以「さとり少年團」成員身分出道并開始活動。2018年4月29日、5月6日在与EBiSSH的两场聯合演唱會上，公開了兩個組合的聯合項目「ONE AND ONLY」（後改名為ONE N' ONLY）。以此為契機，開始同時參與さとり少年團和ONE N' ONLY的活動。2024年11月參演腐男劇《未成年～青澀的我們笨拙地進行中～》而為人熟悉，2025年3月因在香港干犯「猥褻侵犯」罪使其名氣大增。

## 事件

### 干犯「猥褻侵犯」罪
2025年3月4日，星塵傳播宣佈 上村謙信因「重大合規性違規行為」已於當日離團。據《香港01》、《明報》等多家香港媒體報道，上村謙信在同年3月1日中午與下午於香港舉行海外粉絲見面會，會後與工作人員在旺角砵蘭街一間餐廳舉行慶功宴，其間涉嫌非禮一名女翻譯員。女翻譯員翌日由社工陪同下報警，香港警察於同日在尖沙咀拘捕上村謙信。他被控猥褻侵犯罪，已落案（案件編號：WKCC 919/2025）起訴並提堂，同年4月15日上午在西九龍裁判法院提訊，他在庭上痛哭並否認有關控罪。裁判官之後讓他續准保釋，排期至同年7月30日、31日及8月1日再訊。最後於同年8月13日被判猥褻侵犯罪成，罰款港幣15,000元。

## 個人生活
上村謙信生于愛知縣名古屋市。他從幼稚園小班到小學二年級期間曾在北海道札幌市生活，因此将札幌視為自己的「第二故鄉」。
上村身高180cm。他擅長舞蹈、游泳、滑雪。喜愛觀看相撲比賽、喜劇和綜藝節目，以及品嚐超辣美食。此外，他還是一名桑拿愛好者，甚至獲得了「桑拿·SPA健康顧問」的資格。現在為了取得「桑拿·水療專業」資格正在學習中。

## 演出作品

### 電視劇
- 主婦カツ! 第六集（2018年11月11日，BS Premium）
- FAKE MOTION -卓球の王将-（2021年1月20日 - 3月11日，日本電視台） - 飾 柿崎仁
- 大叔的愛－Returns－ 第二集（2024年1月12日，朝日電視台）- 飾 4Chimin成员之一，Hảo
- 未成年～青澀的我們笨拙地進行中～（2024年11月5日 - 2025年1月7日，讀賣電視台） - 飾 蛭川晴喜（与本島純政雙主演）[12]
- 我所不知道的自己 第一集至第八集（2025年1月9日 - 2月27日，读卖电视台、日本电视台） - 飾 秋山翔[13]

### 電影
- 海辺の週刊大衆（2018年）
- バトルキング!! -We'll rise again（2023年3月10日） - 飾 鞍马宪一郎（作为ONE N' ONLY主演）[14]
- BATTLE KING!! Map of The Mind -序奏・终奏-（2025年2月14日、3月14日上映预定）[15][16]

### 短片
- 《那边的天空，是什么样的天空呢》（2015年）

## 音樂作品

### CD
| 发售日        | 标题                               | 规格          | 规格编号                 | 参与曲目               |
| ------------- | ---------------------------------- | ------------- | ------------------------ | ---------------------- |
| 2021年2月24日 | FAKE MOTION －たったひとつの願い－ | CD+DVD        | TYCT-39148 (初回限定版A) | 所有形态通用 04. SMASH |
| 2021年2月24日 | FAKE MOTION －たったひとつの願い－ | CD+照片小冊子 | TYCT-39149 (初回限定版B) | 所有形态通用 04. SMASH |
| 2021年2月24日 | FAKE MOTION －たったひとつの願い－ | CD+照片小冊子 | TYCT-39150 (初回限定版C) | 所有形态通用 04. SMASH |
| 2021年2月24日 | FAKE MOTION －たったひとつの願い－ | CD            | TYCT-39151 (普通版)      | 所有形态通用 04. SMASH |

## 外部鏈接
- 上村謙信簡介-星塵傳播[]（页面存档备份，存于）
- 上村謙信的Instagram帳戶[]
- 上村謙信的X（前Twitter）[]
- 上村謙信的TikTok